# Antelias
Antelias (in arabo أنطلياس‎?, in armeno Անթիլիաս?) è una città del Libano, situata cinque chilometri a nord di Beirut.

## Etimologia
Il nome è di origine greca (ἀντήλιος da ἀντί (anti) "contro" e ἥλιος (helios) "sole") e significa «di fronte al sole».

## Società
I suoi abitanti sono principalmente cristiani, tra cui armeni, affiliati per la maggior parte alla Chiesa apostolica armena, maroniti, greco-cattolici melchiti e greco-ortodossi.